# 反坦克犬

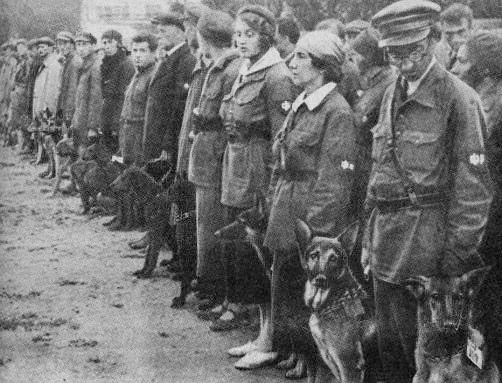
蘇聯軍犬訓練學校（1931年）

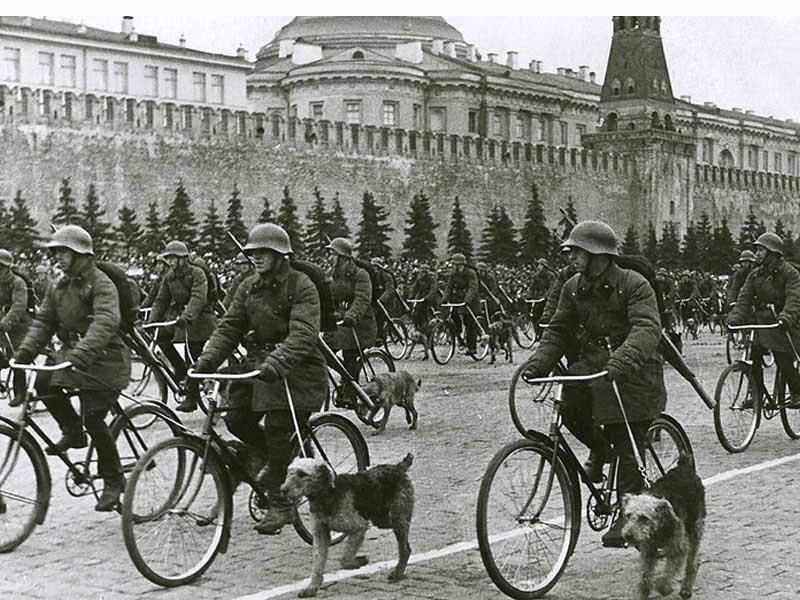
反坦克犬於紅場上參與閱兵（1938年）

反坦克犬或地雷犬（Hundeminen）是指在訓練過的犬隻背部綁上炸藥，讓他們跑到敵方坦克底下，當犬隻就定位後即引爆炸藥來破壞坦克。
在二次大戰期間蘇聯曾利用反坦克犬來對抗德軍的坦克。不幸地是蘇軍放置食物在自己的坦克上來訓練犬隻，結果在戰時這些犬隻會偏好接近己方的坦克。此外，狗會避免接近移動中的坦克，而這種情況在戰場上會造成敵我不分的傷亡。在1942年在一次犬隻造成蘇聯坦克師被迫撤退後，地雷犬就不再被使用。
德軍得知蘇聯使用地雷犬作為反坦克武器後，便以預防狂犬病为由，射殺在東線戰場目能所見的全部犬隻，以作為反制手段。
在戰後，因反坦克技術的進步，使得反坦克犬走入歷史。

## 外部連結
- 犬反坦克地雷的網頁（页面存档备份，存于）（英文）